# Kruszwica
Kruszwica (duits: Kruschwitz) is een stad in het Poolse woiwodschap Koejavië-Pommeren, gelegen in de powiat Inowrocławski. De oppervlakte bedraagt 6,64 km², er woonden 8.965 mensen in 2016.

## Verkeer en vervoer

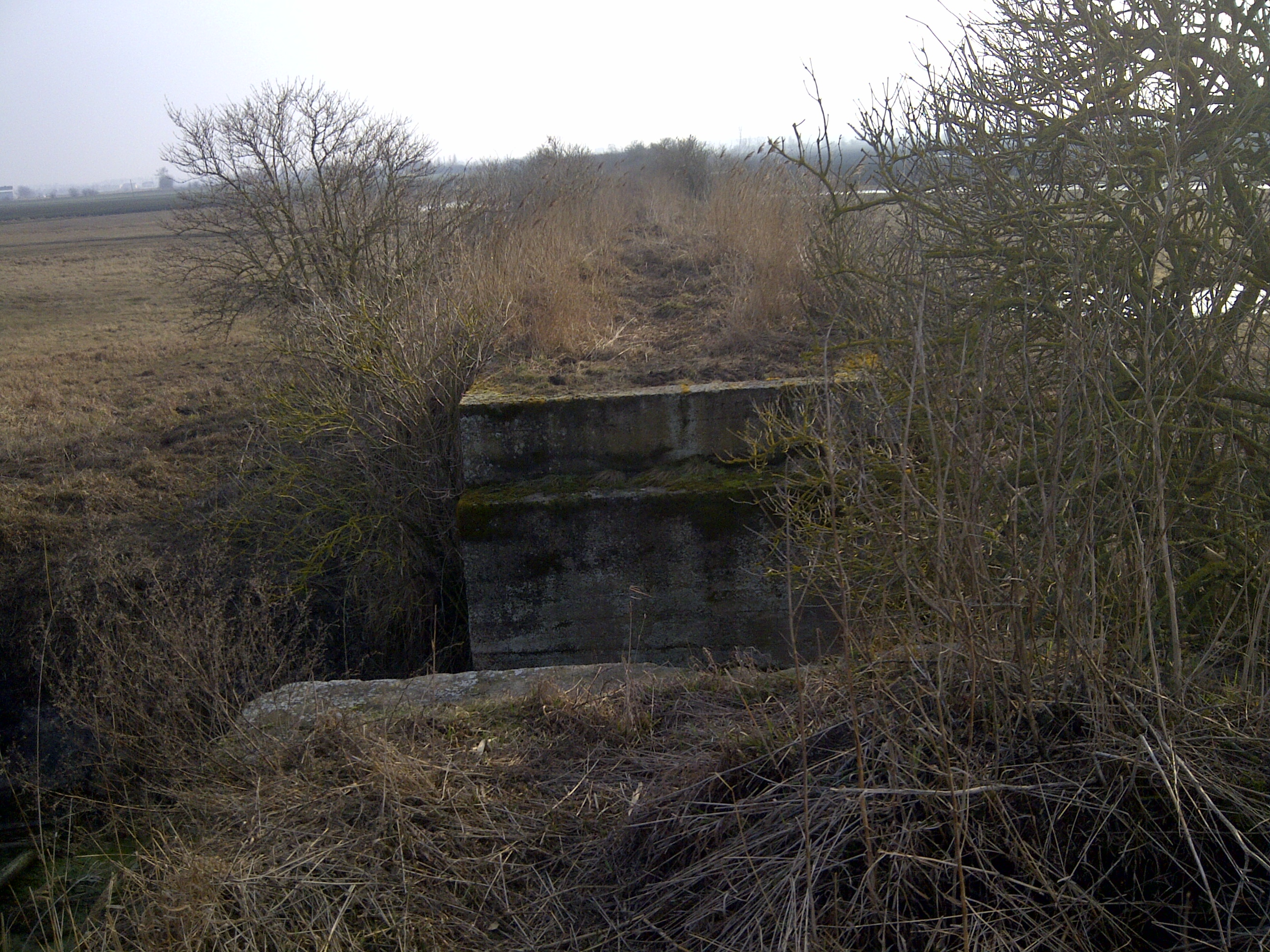
Bruggenhoofden als restant van de voormalige spoorlijn Inowrocław-kruszwica-Mogilno, ca 2km ten noorden Kruszwica

- Station Kruszwica ligt aan de voormalige spoorlijn Mogilno-Kruszwica-Inowrocław.

## Sport en recreatie
Door deze plaats loopt de Europese wandelroute E11. De E11 loopt van Den Haag naar het oosten, op dit moment de grens Polen/Litouwen. Ter plaatse komt de route van het westen vanaf Polanowice en vervolgt in oostelijke richting naar Łojewo.

## Galerij

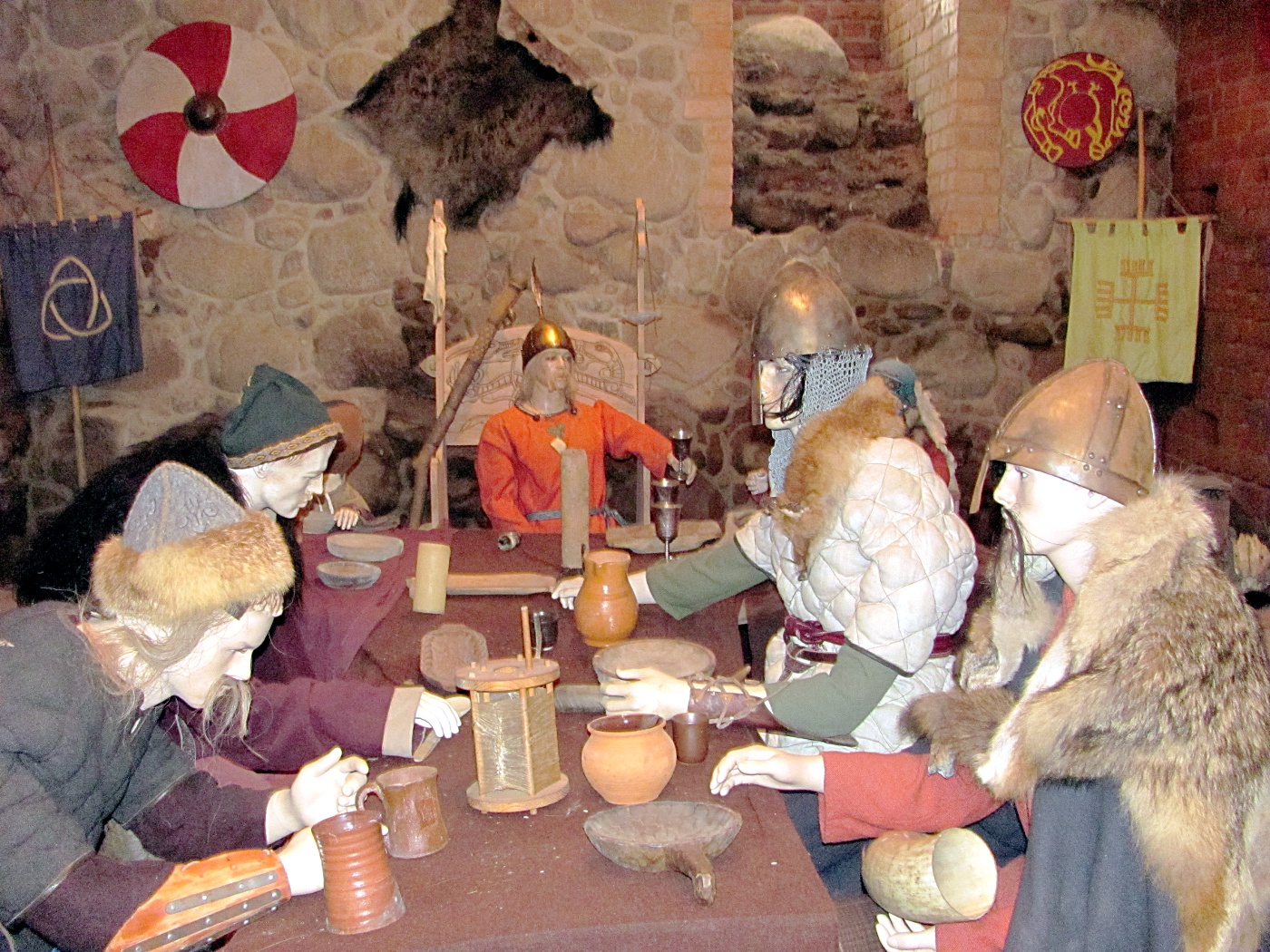
Maal in de historische stad, getoond in het Wieży Museum.
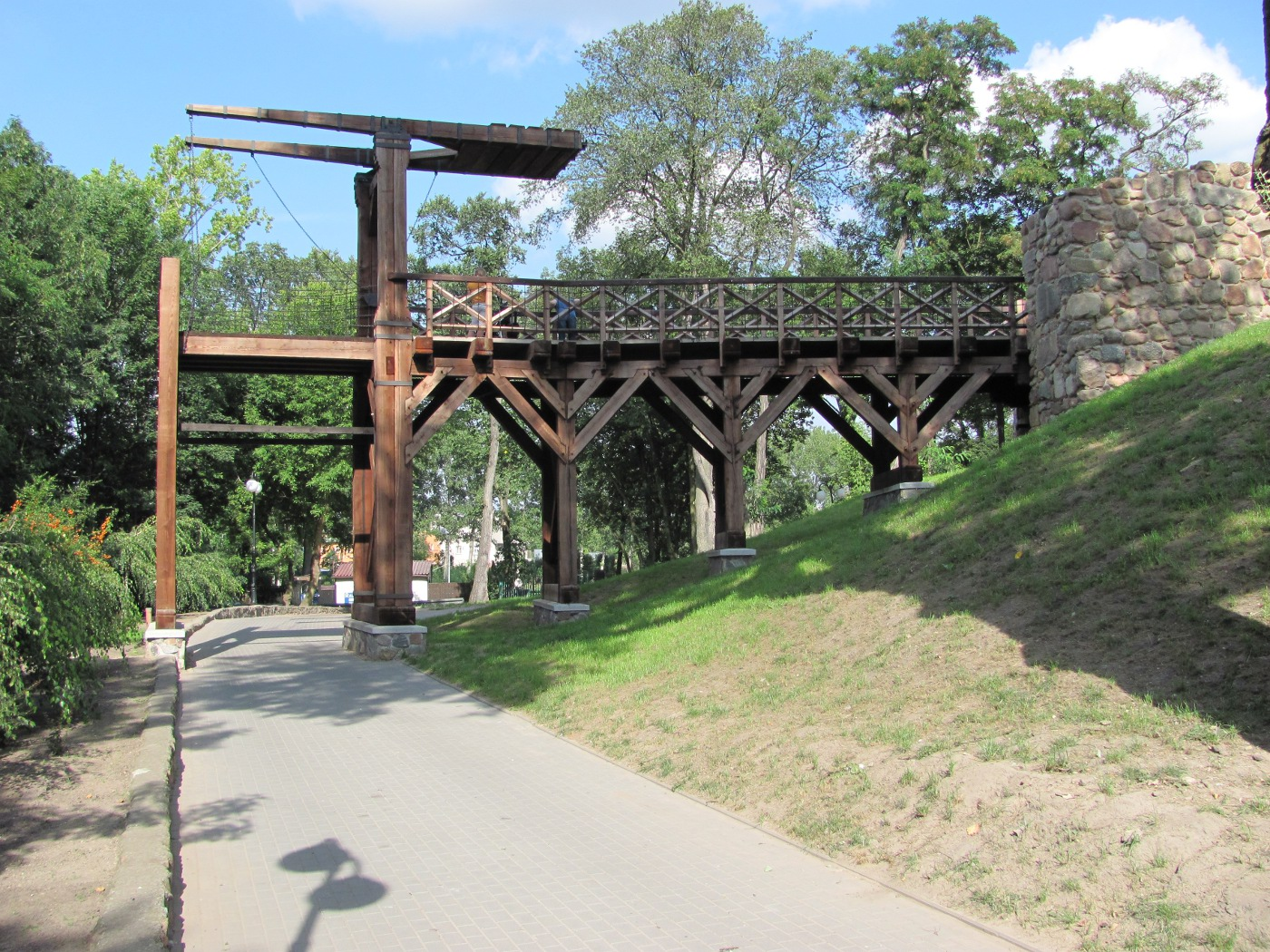
ophaalbrug bij het kasteel
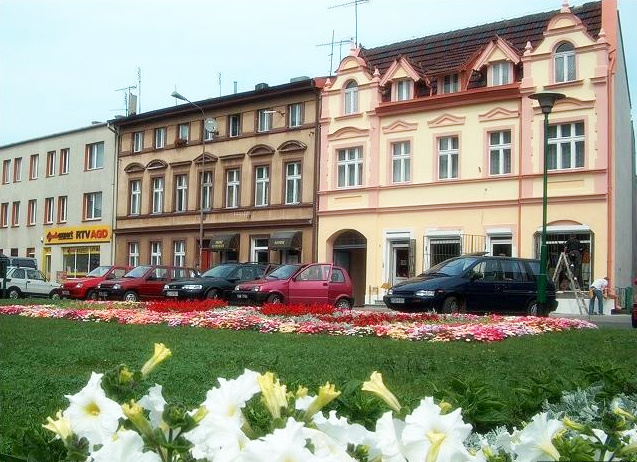
De markt
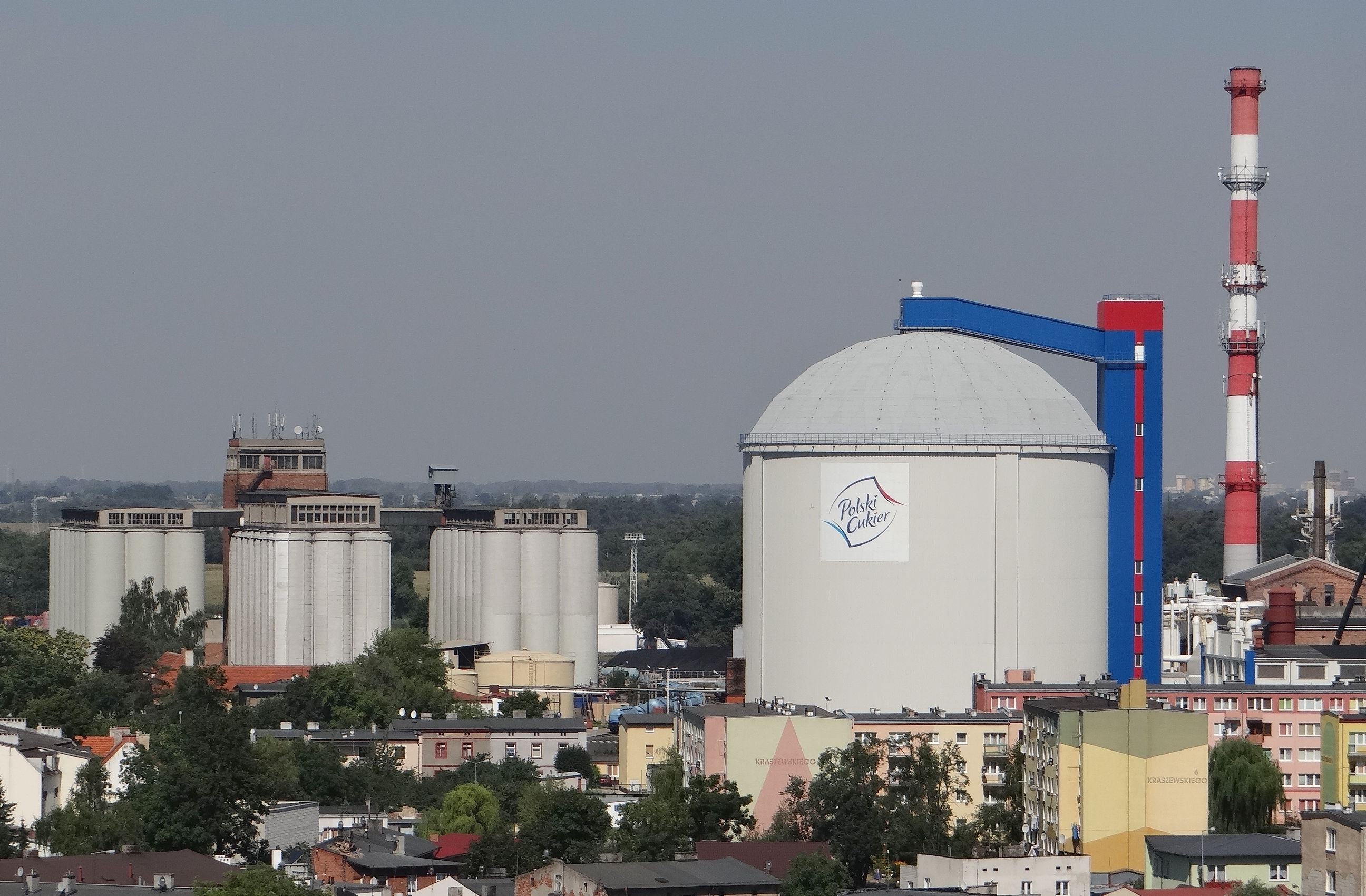
Suikerfabriek
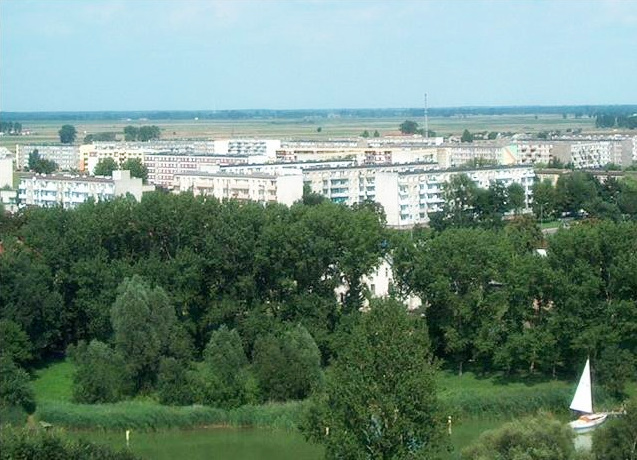
De wijk Zagople